# Нёви-Дё-Клоше
Нёви́-Дё-Клоше́ (фр. Neuvy-Deux-Clochers) — коммуна во Франции, находится в регионе Центр. Департамент — Шер. Входит в состав кантона Анришмон. Округ коммуны — Бурж.
Код INSEE коммуны — 18163.
Коммуна расположена приблизительно в 180 км к югу от Парижа, в 95 км юго-восточнее Орлеана, в 32 км к северо-востоку от Буржа.

## Население
Население коммуны на 2008 год составляло 306 человек.
| 1962 | 1968 | 1975 | 1982 | 1990 | 1999 | 2008 |
| ---- | ---- | ---- | ---- | ---- | ---- | ---- |
| 369  | 422  | 384  | 345  | 305  | 282  | 306  |

## Администрация
| Период | Период | Фамилия           | Партия                  | Примечания |
| ------ | ------ | ----------------- | ----------------------- | ---------- |
| 2001   | 2008   | Пьер Туссен       |                         |            |
| 2008   | 2014   | Жан-Франсуа Тюрпо | Социалистическая партия |            |

## Экономика
В 2007 году среди 180 человек в трудоспособном возрасте (15-64 лет) 128 были экономически активными, 52 — неактивными (показатель активности — 71,1 %, в 1999 году было 72,2 %). Из 128 активных работали 116 человек (62 мужчины и 54 женщины), безработных было 12 (9 мужчин и 3 женщины). Среди 52 неактивных 14 человек были учениками или студентами, 21 — пенсионерами, 17 были неактивными по другим причинам.

## Фотогалерея
- Дом Жана Линара[фр.]
- Карта коммуны